# Anachloris uncinata
Espèce
Anachloris uncinata est un insecte lépidoptère de la famille des Geometridae vivant en Australie. Les couleurs sont très variables du vert au marron.
- Répartition :toute la moitié sud de l'Australie y compris la Tasmanie
- Plante-hôte : Hibbertia obtusifolia,  Hibbertia stricta